# Vlaka (Vrgorac)
Vlaka falu Horvátországban, Split-Dalmácia megyében. Közigazgatásilag Vrgorachoz tartozik.

## Fekvése
Makarskától légvonalban 17, közúton 29 km-re délkeletre, községközpontjától légvonalban 12, közúton 14 km-re északnyugatra, Közép-Dalmáciában, a Biokovo-hegység keleti lábánál az A1-es autópálya mellett fekszik.

## Története
Vlaka területe a régészeti leletek tanúsága szerint már az ókorban is lakott volt. A térség első ismert népe az illírek egyik törzse a dalmátok voltak, akik a magaslatokon épített, jól védhető erődített településeikben laktak. Jelenlétüket a település határában megtalálható három halomsír és egy erődített település maradványa igazolják. A rómaiak hosszú ideig tartó harcok után csak az 1. században hódították meg ezt a vidéket. Az illírek elleni 9-ben aratott végső győzelem után békésebb idők következtek, de a római kultúra csak érintőleges hatással volt erre a térségre. A horvát törzsek a 7. század végén és a 8. század elején telepedtek le itt, ezután területe a neretvánok kenézségének Paganiának a részét képezte. A török a 15. század második felében szállta meg ezt a vidéket, mely 1696 körül szabadult fel végleg a több mint kétszáz éves uralma alól. A török uralom után a település a Velencei Köztársaság része lett. A kandiai háború idején a térség falvai elpusztultak. A török uralom végével a környező településekkel együtt népesült be, a betelepülők ferences szerzetesek vezetésével főként a szomszédos Hercegovinából érkeztek. A lakosság főként földműveléssel és állattartással foglalkozott, de a határhoz közeli fekvésénél fogva eleinte még gyakran kellett részt vennie a velencei-török összecsapásokban. A zavojanei plébániát 1696-ban alapították és Vlakát is ide csatolták. A velencei uralomnak 1797-ben vége szakadt és osztrák csapatok vonultak be Dalmáciába. 1806-ban az osztrákokat legyőző franciák uralma alá került, de Napóleon lipcsei veresége után 1813-ban újra az osztrákoké lett. 1857-ben 235, 1910-ben 325 lakosa volt. 1918-ban az új Szerb-Horvát-Szlovén Állam, majd később Jugoszlávia része lett. Röviddel a Független Horvát Állam megalakulása után 1941. április 17-én olasz csapatok vonultak be a vrgoraci területre. 1942. június 15-én rövid időre elfoglalták a partizánok, majd visszavonultak a Biokovo-hegységbe. Az olasz csapatok védelmét élvező csetnikek még ez évben a község több településén gyújtottak fel házakat és végeztek ki embereket, főleg nőket, gyermekeket és öregeket. Az anyakönyv szerint Vlaka háború alatti embervesztesége 41 fő volt. Olaszország kapitulációja után 1943-ban német csapatok szállták meg a vidéket. 1944. október 24-én a németek kivonultak és két nappal később Vrgorac környéke felszabadult. A település a háború után a szocialista Jugoszláviához került. 1991 óta a független Horvátországhoz tartozik. 2011-ben 41 lakosa volt.

## Lakosság
| Lakosság változása | Lakosság változása | Lakosság változása | Lakosság változása | Lakosság változása | Lakosság változása | Lakosság változása | Lakosság változása | Lakosság változása | Lakosság változása | Lakosság változása | Lakosság változása | Lakosság változása | Lakosság változása | Lakosság változása | Lakosság változása |
| ------------------ | ------------------ | ------------------ | ------------------ | ------------------ | ------------------ | ------------------ | ------------------ | ------------------ | ------------------ | ------------------ | ------------------ | ------------------ | ------------------ | ------------------ | ------------------ |
| 1857               | 1869               | 1880               | 1890               | 1900               | 1910               | 1921               | 1931               | 1948               | 1953               | 1961               | 1971               | 1981               | 1991               | 2001               | 2011               |
| 235                | 0                  | 194                | 244                | 293                | 325                | 396                | 409                | 128                | 164                | 160                | 114                | 98                 | 67                 | 59                 | 41                 |

## Nevezetességei
A Vuković-ház közelében történelem előtti illír erődítmény maradványa található. Ebből a korból származik az a három halomsír is, amit a település határában találtak.